# Povijest geografije
Ovaj članak istražuje povijest geografije.

## Grci, Rimljani i Arapi
Grci su prva poznata zapadna kultura koja je aktivno istraživala geografiju kao znanost i filozofiju, a najveći su joj doprinos dali Tales iz Mileta, Herodot, Eratosten, Hiparh, Aristotel, Dikearh iz Mesane, Strabon i Ptolomej. Kartiranje su uveli Rimljani dok su istraživali nove zemlje, a dodali su i nove tehnike. Jedna od njih bio je periplus, opis luka i putovanja uz obalu, koji je puno pomogao ondašnjim mornarima u plovidbi. Dva rana primjera koja su sačuvana su periplus Kartažanina Hanna Pomorca i periplus Eritrejskog mora, koji opisuje obale Crvenog mora i Perzijskog zaljeva.
Tijekom srednjeg vijeka Arapi poput Idrisija, Ibn Battute, al-Hamavija i Ibn Khalduna sačuvali su grčke i rimske tehnike, a razvili su i neke nove.

## Marko Polo
Nakon putovanja Marka Pola zanimanje za geografiju se proširilo Europom. Velika istraživačka putovanja u 16. i 17. stoljeću ponovo su oživjela želju za pouzdanim geografskim detaljima i čvršćim teoretskim osnovama. Najvažniji primjerci nove vrste znanstvene geografije su Geographia Generalis Bernharda Vareniusa i karta svijeta Gerarda Mercatora.

## 18. stoljeće
Tek je u 18. stoljeću geografija postala prepoznata kao zasebna disciplina, pa je postala dio tipičnog sveučilišnog nastavnog plana u Europi (posebice u Parizu i Berlinu), dok se u Ujedinjenom Kraljevstvu geografija smatrala subdisciplinom drugih predmeta.

## 19. stoljeće
Jedno od velikih djela tog vremena bio je Humboldtov Kosmos: skica fizičkog opisa svemira, čiji je prvi svezak objavljen 1845. godine. Snaga toga djela je bila takva da je Dr Mary Somerville sa Sveučilišta u Cambridgeu namjeravala uništiti izdanje svoje vlastite Physical Geography (Fizičke Geografije) nakon što je pročitala Kosmos. Humboldt ju je ipak uvjerio da objavi (nakon što mu je izdavač poslao pretisak).
Tijekom prošla dva stoljeća količina znanja i broj oruđa je eksplodirao. Postoje čvrste veze između geografije i znanosti geologije i botanike, kao i ekonomije, sociologije i demografije.
Royal Geographical Society (Kraljevsko geografsko društvo) osnovano je u Engleskoj 1830., iako Ujedinjeno Kraljevstvo nije dobilo svoju prvu potpunu Katedru geografije sve do 1917. Prvi stvarni geografski intelekt koji se pojavio u britanskoj geografiji bio je Halford John Mackinder, imenovan profesorom na Oxfordskom sveučilištu 1887. godine.
National Geographic Society (Nacionalno geografsko društvo) osnovano je u SAD-u 1888. te je započelo s objavljivanjem časopisa National Geographic koji je postao i nastavlja biti velik širitelj geografskih informacija. Društvo je dugo podržavalo geografsko istraživanje i obrazovanje.

## 20. stoljeće
Na Zapadu je tijekom 20. stoljeća disciplina geografije prošla kroz četiri glavne faze: determinizam okoline, regionalnu znanost, kvantitativnu revoluciju i kritičku geografiju.

### Determinizam okoline
Determinizam okoline je teorija po kojoj su ljudske fizičke, mentalne i moralne navike izravno određene utjecajem njihove prirodne okoline. Istaknuti deterministi okoline uključuju Karla Rittera, Ellenu Churchill Semple i Ellswortha Huntingtona. Popularne hipoteze govore da "vrućina čini stanovnike tropa lijenima" i da "česte promjene u barometrijskom pritisku čine stanovnike umjerenih širina intelektualnije okretnima." Geografi koji su zastupali determinizam okoline pokušali su učiniti studiju takvih utjecaja znanstvenom. Oko 1930-ih ova škola misli je bila široko odbačena zbog nedostatka bilo kakve osnove i sklonosti (često zadrtim) generalizacijama. Determinizam okoline ostaje neprilika mnogim suvremenim geografima, te vodi k skepticizmu među mnogim geografima o tvrdnjama utjecaja okoline na kulturu (poput teorija Jareda Diamonda).

### Regionalna znanost
Regionalna znanost je predstavljala reafirmaciju da su odgovarajući predmeti geografije prostor i mjesto. Regionalni geografi su se fokusirali na zbirku deskriptivnih informacija o mjestima, jednako kao i na odgovarajuće metode za podjelu zemlje na regije. Filozofsku bazu tog područja položio je Richard Hartshorne.

### Kvantitativna revolucija
Kvantitativna revolucija je bio pokušaj geografije da redefinira samu sebe kao znanost po uzoru na preporod zanimanja za znanost nakon lansiranja Sputnika. Kvantitativni revolucionisti, koji su često bili nazivani "svemirski kadeti", tvrdili su da je svrha geografije ispitivanje općih zakona o prostornom rasporedu pojava. Oni su iz prirodnih znanosti prihvatili filozofiju pozitivizma, pa su se okrenuli matematici—posebice statistici—kao načinu dokazivanja hipoteza. Kvantitativna revolucija je položila temelj za razvoj geografskog informacijskog sustava.

### Kritička geografija
Iako pozitivistički i postpozitivistički pristupi ostaju važni u geografiji, kritička geografija se uzdigla kao kritika pozitivizma. Prvi pravac u kritičkoj geografiji koji se pojavio bila je antropogeografija. Budući da je bila zacrtana na filozofijama egzistencijalizma i fenomenologije, antropogeografi (poput Yi-Fua Tuana) su se fokusirali na ljudski osjećaj za mjesto i odnosom s njim. Mnogo utjecajnija je bila marksistička geografija koja je primijenjivala socijalne teorije Karla Marxa i njegovih sljedbenika na geografske pojave. David Harvey i Richard Peet su dobro poznati kao marksistički geografi. Feministička geografija je, kao što ime upućuje, upotreba feminističkih ideja u geografskom kontekstu. Najnedavniji pravac kritičke geografije je postmodernistička geografija, koja primijenjuje ideje postmodernističkih i poststrukturalističkih teoretičara u istraživanju socijalne konstrukcije prostornih odnosa.

## Više informacija
- Antropogeografija
- Fizička geografija

## Vanjske poveznice
- Enciklopedija geografije: obuhvaća potpun opis Zemlje, fizički, statistički, civilni i politički
- "Priča o kartama"[neaktivna poveznica] Priča o kartama je izvrsna povijest ne samo kartografije, već i zašto se sjever nalazi na "vrhu" karte, kako su izmjerili čitavu Europu i bezbroj drugih zanimljivih činjenica.